# Vụ án H122
Vụ án H122 là một vụ án gián điệp tại Việt Nam Dân chủ Cộng hòa năm 1948, xảy ra khi cơ quan an ninh Việt Nam thu được một báo cáo của một gián điệp với bí danh H122.  Báo cáo của gián điệp này đã cho Pháp biết kế hoạch quân sự Thu - Đông của Việt Nam Dân chủ Cộng hòa.  Báo cáo cho thấy gián điệp là một cán bộ cao cấp trong Liên khu Việt Bắc. Trong một tháng sau đó, hàng trăm cán bộ và dân thường đã bị bắt và thẩm vấn trong quá trình truy quét gián điệp H122.  Dưới sự tra tấn và ép cung, nhiều người đã khai rằng họ là điệp viên của Phòng Nhì do Pháp cài vào hay là thành viên của các tổ chức "phản động" như Việt Nam Quốc dân Đảng hay Đại Việt Quốc dân đảng.
Với việc bắt bớ diễn ra làm liên lụy đến nhiều người gây hoang mang nhiều đơn vị, Trần Đăng Ninh được trao nhiệm vụ điều tra tường tận vụ án. Vụ án kết thúc sau khi Trần Đăng Ninh kết luận rằng đây chỉ là một kế hoạch ly gián của Pháp nhằm gây chia rẽ nội bộ, như đã diễn ra.  Đến nay, phía Pháp vẫn chưa thừa nhận có kế hoạch ly gián này.